# Ignacio Alberto Cuba
Ignacio Alberto Cuba (Ignacio Alberto Cuba Carrero; * 31. Juli 1962 in Santa Clara) ist ein ehemaliger kubanischer Langstreckenläufer.
1989 gewann er bei den Leichtathletik-Zentralamerika- und Karibikmeisterschaften Silber über 10.000 m.
1991 wurde er Kubanischer Meister im Marathon, kam beim im Rahmen des London-Marathons ausgetragenen IAAF-Weltcup-Marathon auf den 48. Platz, siegte bei den Panamerikanischen Spielen in Havanna und belegte beim Marathon der Leichtathletik-Weltmeisterschaften in Tokio den 30. Platz.
Im Jahr darauf gewann er den Maratón de la Comarca Lagunera. Beim Marathon der Olympischen Spiele 1992 in Barcelona erreichte er nicht das Ziel, und zum Jahresende siegte er beim Mérida-Marathon.
1993 gewann er auf mutmaßlich zu kurzer Strecke beim Halbmarathon der Leichtathletik-Zentralamerika- und Karibikmeisterschaften Silber in 1:03:10 h, kam beim Marathon der  WM in Stuttgart auf den 39. Platz und wurde Vierter beim Marathon der Zentralamerika- und Karibikspiele.
1995 wurde er Fünfter beim Marathon der Panamerikanischen Spiele in Mar del Plata, errang erneut Silber beim Halbmarathon der Leichtathletik-Zentralamerika- und Karibikmeisterschaften und siegte beim Caracas-Marathon. 1997 gewann er den Madrid-Marathon.
Bei der Marabana gewann er zweimal den Marathon- (1994, 2001) und sechsmal den Halbmarathonbewerb (1988–1992, 1996).

## Persönliche Bestzeiten
- 10.000 m: 28:48,96 min, 10. Februar 1989, Havanna (nationaler Rekord)
- Marathon: 2:10:53 h, 13. Dezember 1992, Mérida (nationaler Rekord)